# Boukary Adji
Boukary Adji (ur. 1939 w Tanout, zm. 4 lipca 2018 w Niamey) – nigerski ekonomista i polityk, premier Nigru w 1996.

## Życiorys
W 1963 rozpoczął studia w Polsce dzięki stypendium. Studiował następnie ekonomię i finanse na Uniwersytecie w Abidżanie i Center d’études financières et bancaire, a także obronił doktorat. W latach 70. zatrudniono go w ministerstwie planowania, a później został jednym z dyrektorów ds. Nigru w Centralnym Banku Państw Afryki Zachodniej. W 1983 został ministrem finansów w rządzie Seyni Kountché. Od 1987 sprawował funkcję wiceszefa Centralnego Banku Państw Afryki Zachodniej. Po tym, jak w styczniu 1996 Ibrahim Baré Maïnassara objął władzę w wyniku zamachu stanu, Rada Ocalenia Narodowego mianowała go premierem. W sierpniu przeprowadził kilka zmian personalnych w rządzie. Pełnił funkcję do grudnia 1996, wówczas po przegranych wyborach parlamentarnych z listopada został zastąpiony przez Amadou Cissé.